# Kirkdale Bridge
Die Kirkdale Bridge ist eine Straßenbrücke auf dem Anwesen von Kirkdale House in der schottischen Council Area Dumfries and Galloway. 1971 wurde das Bauwerk in die schottischen Denkmallisten in der höchsten Kategorie A aufgenommen. Des Weiteren bildet es zusammen mit Kirkdale House, dessen Stallungen und der Kirkdale Kirk ein Denkmalensemble der Kategorie A.

## Beschreibung
Der Mauerwerksviadukt liegt rund 300 m südöstlich von Kirkdale House. Er führt einen Zufahrtsweg zu dem Herrenhaus über den Bach Kirkdale Burn. Mit dem Bau von Kirkdale House erstellte dessen Architekt Robert Adam auch einen Entwurf für die Kirkdale Bridge. Dieser wurde nicht exakt umgesetzt. Der zentrale Rundbogen der um 1787 errichteten Bogenbrücke überspannt mit einer Weite von 6,0 m den Kirkdale Burn. Ihn flankieren zwei schmalere Bögen mit lichten Weiten von 3,8 m, die darunterverlaufende Fußgängerwege überspannen. Die Pfeiler treten halbrund heraus. Die Zwickel sind mit blinden Okuli gestaltet. Bruchsteinbrüstungen begrenzen die Fahrbahn.
Ursprünglich besaß das Bruchsteinbauwerk eine Breite von 6,1 m. 1857 wurde sie auf 12,8 m verbreitert. Die Südseite wurde hierbei originalgetreu wiederaufgebaut. Der Architekt Andrew MacMaster plante die Arbeiten und arbeitete mit dem Steinmetz James Brown zusammen.